# نادي تارتو لكرة السلة
نادي تارتو لكرة السلة (بالإستونية: Tartu Ülikool/Rock)‏ هو فريق كرة سلة إستوني للمحترفين تأسس في سنة 1937 يقع مقره في تارتو. يلعب في الدوري الإستوني الممتاز لكرة السلة ودوري أبطال أوروبا لكرة السلة ودوري البلطيق لكرة السلة.

## الإنجازات
كأس إستونيا لكرة السلة
- الفوز (16): 1950، 1952، 1956، 1958، 1974، 1976، 1979، 2000، 2001، 2002، 2004، 2009، 2010، 2011، 2013، 2014

## وصلات خارجية
- الموقع الرسمي